# 삼성 NX30
삼성 NX30은 삼성전자의 디지털 카메라이다. 2015년에 출시되었다.

## 사양
유효화소 : 2030만화소 CMOS : APS-C(1:1.5크롭) ISO : 100~25600 최소셔터스피드 : 1/8000ml 센서크기 : 1:1.5 뷰파인더 방식 : 전자식 동영상 해상도 : Full-HD